# Jacob de Wet II
Jacob Jacobsz de Wet II, anglicizzato in James de Witt (Haarlem, 1641 – Amsterdam, 11 novembre 1697), è stato un pittore olandese.

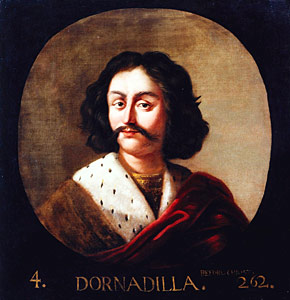
Dornadilla, quarto re leggendario di Scozia secondo la lista compilata dall'umanista George Buchanan (ritratto immaginato da Jacob de Wet II, 1685 circa).

Visse durante il secolo d'oro del suo paese, ed è principalmente noto per una serie di 110 ritratti dei monarchi scozzesi, sia mitici che storici, commissionati da re Carlo II d'Inghilterra per abbellire il Palazzo di Holyrood ad Edimburgo.

## Biografia
Era il maggiore dei cinque figli del pittore Jacob Willemszoon de Wet (anche Jacob de Wet I). Suo padre gli insegnò a dipingere, e fu citato per la prima volta nel suo taccuino all'età di sedici anni, quando egli vendette due dipinti del figlio ad un mercante.
Nel 1668 si trasferì ad Amsterdam e sposò Helena Stalmans, dalla quale ebbe cinque figli. Nel 1673 si assicurò il patrocinio di sir William Bruce, un importante nobile scozzese, e si trasferì ad Edimburgo per lavorare al restauro del Palazzo di Holyrood voluto da re Carlo II. Per vari anni de Wet dipinse scene storiche, mitiche e allegoriche, decorando sia il palazzo reale che la casa del suo mecenate Bruce a Balcaskie, nel Fife.

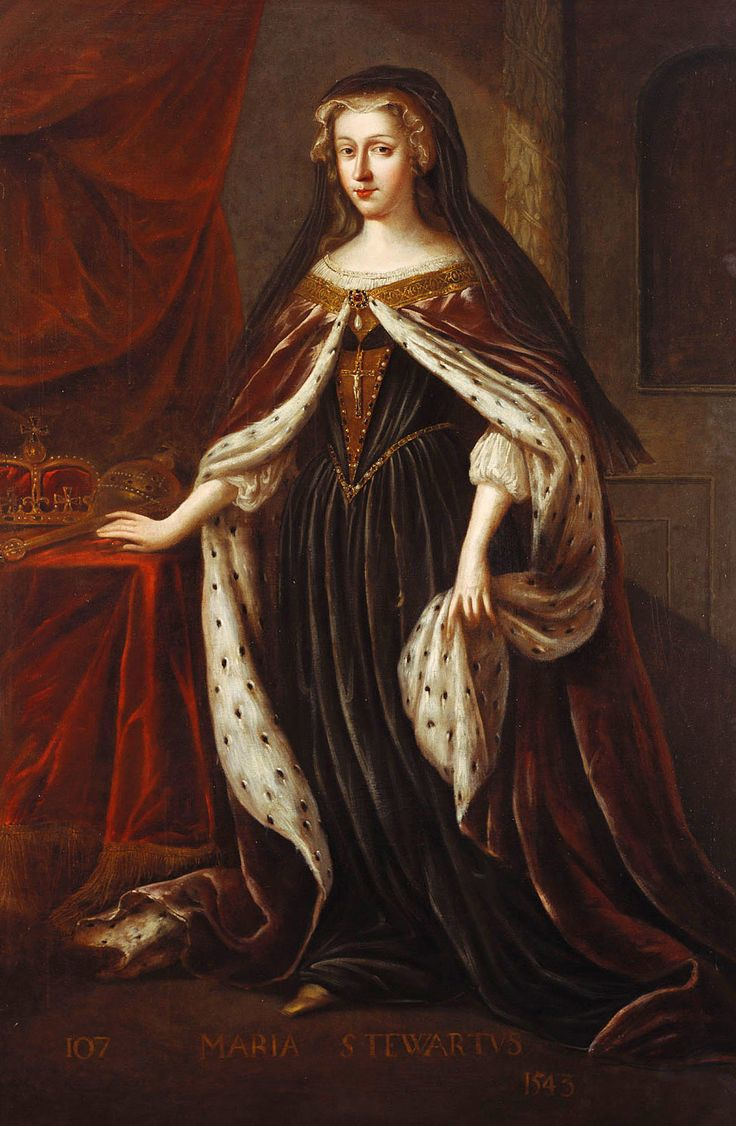
Maria Stuarda, unica regina regnante di Scozia, secondo Jacob de Wet II.

Rientrato in Olanda, nel 1684 tornò in Scozia per lavorare di nuovo a Holyrood: per un compenso di 120 sterline annuali si impegnò a produrre 110 ritratti di monarchi scozzesi, dal leggendario re Fergus fino al sovrano allora regnante Carlo II. Il contratto recitava così:
(Passaggio del contratto tra Jacob de Wet II e il Tesoriere Reale.)
Per i due anni successivi de Wet lavorò nel suo studio di Canongate, dipingendo un ritratto a settimana per completare la collezione nel giro dei due anni contrattuali. Una precedente serie di ritratti reali scozzesi, realizzati da George Jamesone per l'incoronazione scozzese di re Carlo I nel 1633 (di cui attualmente sopravvivono 26 esemplari), furono inviati a Holyrood ed usati da de Wet come modelli.
Le opere pittoriche, stilisticamente notevoli, sono tuttavia confusionarie nell'attribuzione delle date, sia per colpa della poca praticità di de Wet con la storia scozzese che per l'incuria dei restauratori successivi. La collezione completa, a cui fu aggiunto anche un ritratto di Giacomo II al momento della sua ascesa al trono nel 1685, fu appesa nella Galleria Grande di Holyrood, e 97 degli originali sono ancora oggi in esposizione. Undici dei ritratti (dieci di sovrani mitici e uno di un re storico, Donald III di Scozia) sono scomparsi, forse rubati o distrutti dai dragoni del generale Henry Hawley, che durante la ribellione giacobita del 1745 furono di stanza proprio al Palazzo di Holyrood.
Dopo aver completato la sua serie di ritratti reali de Wet rimase altri due anni in Scozia, assunto da Patrick Lyon, III conte di Strathmore e Kinghorne per dipingere 34 scene della vita di Cristo sul soffitto della Cappella del castello di Glamis. De Wet tornò infine ad Amsterdam nel 1690, morendovi nel novembre 1697. Sua moglie, che l'aveva sempre seguito in Scozia, gli sopravvisse altri dieci anni, morendo nel 1707.